# Spannhülse

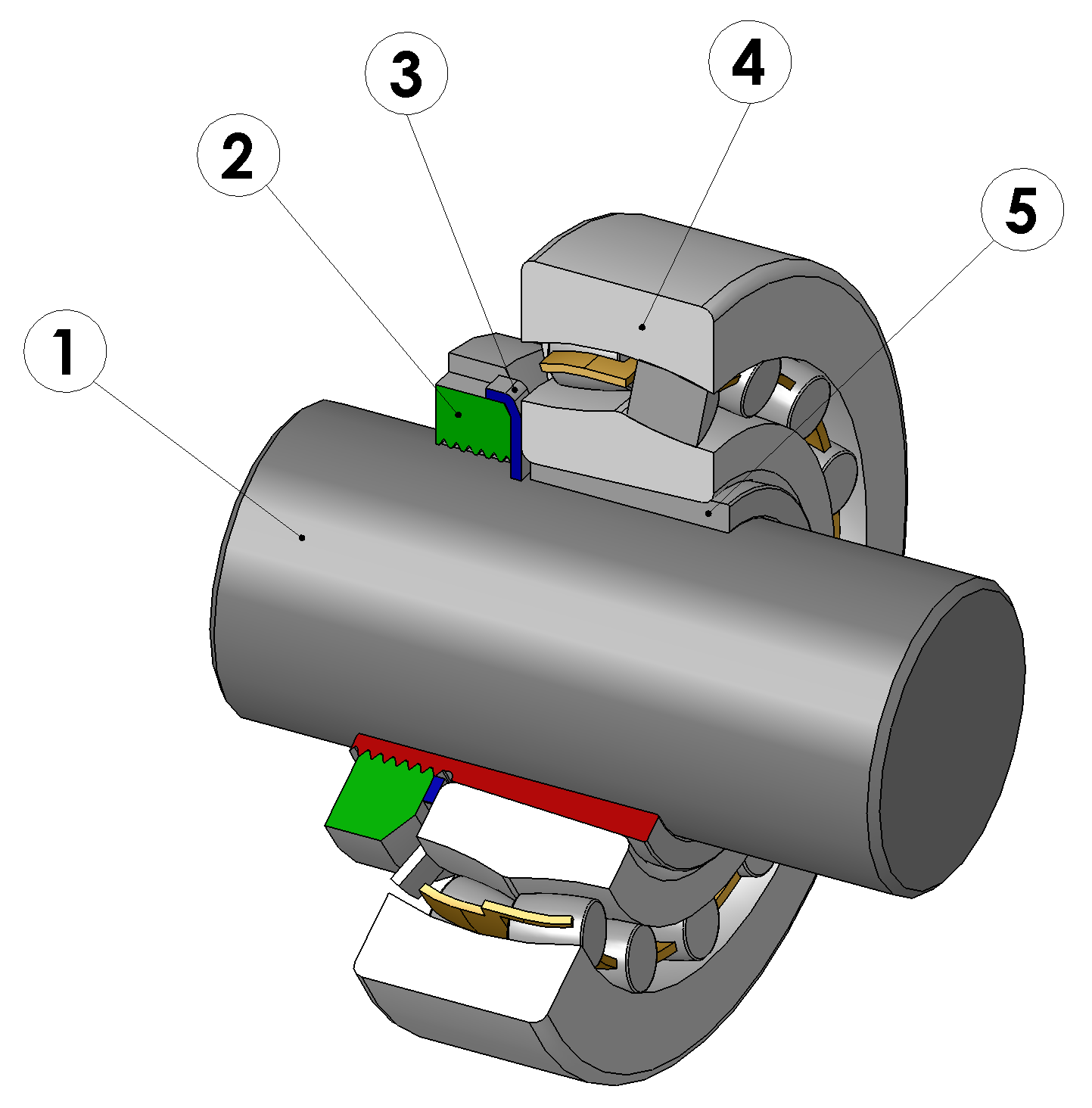
Befestigung eines Wälzlagers mit kegligem Innendurchmesser auf einer zylindrischen Achse/Welle mittels Spannhülse, Darstellung im 120°-Schnitt.
(1) Achse/Welle
(2) Nutmutter (DIN 981), grün
(3) Sicherungsblech (DIN 5406), blau
(4) Wälzlager (hier: Pendelrollenlager)
(5) Spannhülse (DIN 5415), rot

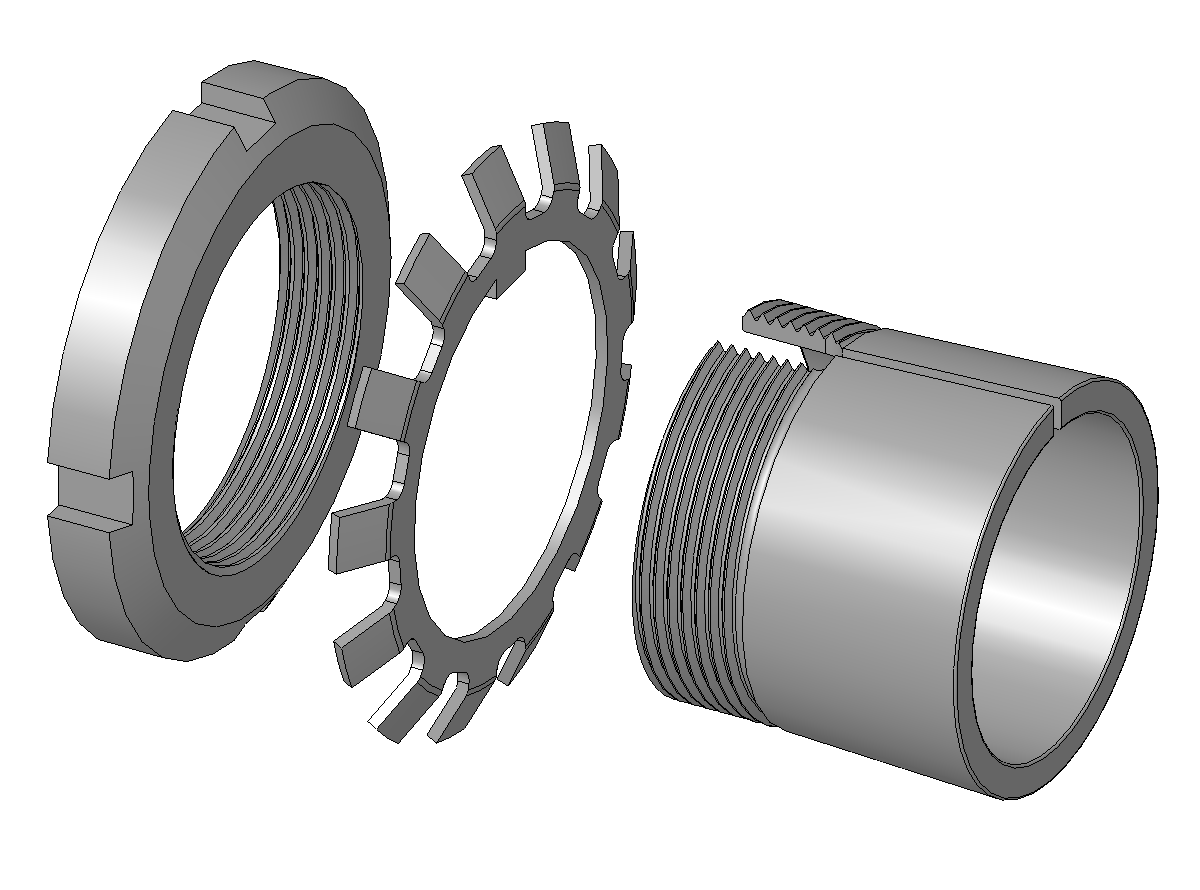
Die für eine Befestigung mit Spannhülse benötigten Teile:
Nutmutter (links)
Sicherungsblech (Mitte)
Spannhülse (rechts)

Eine Spannhülse ist ein Befestigungselement auf Wellen. Spannhülsen sind oft geschlitzte, hohlzylinderähnliche Hülsen mit kegeligem Innendurchmesser oder Kegel-Außengewinde. Sie werden auf die Welle geschoben und mit einer Mutter fixiert, indem die Hülse damit zwischen Welle und zu befestigendes Teil (Zahnrad, Drehknopf usw.) gezogen und festgeklemmt wird. Es handelt sich um eine kraftschlüssige Verbindung, die sich durch exakten Rundlauf und ein ausgeglichenes Belastungsprofil auszeichnet.
Spannhülsen können z. B. auch zur Befestigung eines Wälzlagers auf einer Welle dienen. Eine kegelige Metallhülse wird mit einem zwischengelegten Sicherungsblech mit einer Nutmutter zwischen Lager-Innenring und Welle gezogen. Der Innenring des Lagers weist hierzu eine kegelige Bohrung auf. Bei der Befestigung eines Lagers mit Hilfe einer Spannhülse hat der Innenring des Lagers die Funktion einer Ringfeder, welche die geschlitzte Spannhülse auf die Welle presst. Mit Hilfe der Spannhülse wird zugleich das Spiel (die Lagerluft) des Wälzlagers eingestellt. Zum Spannen dient ein Hakenschlüssel.
Spannhülsen gibt es auch an Werkzeugmaschinen. Sie dienen dem präzisen und verlässlichen Einspannen von Fingerfräsern oder ähnlichen Werkzeugen in die Spindel bei Fräsmaschinen und anderen Werkzeugmaschinen. Die Hülsen haben ein Außengewinde und an der anderen Seite einen Konus. Die Hülse ist längsgeschlitzt. Für große Spannbereiche sind ähnliche Hülsen mehrfach versetzt geschlitzt. Sie haben für verschiedene Fräsmotoren unterschiedliche Konturen. Die Frässpindel hat ein kegeliges Loch und ein Außengewinde für eine Überwurfmutter, die die Spannhülse eindrückt. Die Bezeichnungen lauten auch Spannzange oder Spannfutter.